# Ida Adamoff
Ida Adamoff (ruso: Ида Адамова, transliterado: Ida Adamova, pronunciación según el AFI: [ˈidə ɐˈdaməvə]; 26 de junio de 1910 según el calendario juliano, 13 de junio de 1910 según el gregoriano - 5 de junio de 1993) fue una tenista francesa de origen ruso, activa en la década de 1930.
Adamoff llegó a la final de dobles en el Campeonato Francés de 1935 con Hilde Krahwinkel Sperling, pero fueron derrotadas en la final por Margaret Scriven y Kay Stammers en dos sets seguidos. Su mejor actuación en individuales en un torneo de Grand Slam fue llegar a la tercera ronda en el Campeonato Francés, en 1929, 1931, 1932 y 1935, y en el Campeonato de Wimbledon en 1934. En 1931 llegó a los cuartos de final en el evento de dobles mixtos en Wimbledon con Enrique Maier.
En 1930, Adamoff ganó el título individual en el Campeonato de España y defendió exitosamente su título en 1931. Derrotó a Cilly Aussem y Lucia Valerio en la Copa Lenz en Merano, Italia, en octubre. En junio de 1931 ganó el evento individual en el Campeonato de Berlín, seguido en julio por una victoria en el Campeonato Holandés en Noordwijk, donde venció a Toni Schomburgk en la final. En 1932 añadió los títulos individuales de los campeonatos de Rumania e Italia a su currículum. En julio de 1933, Adamoff ganó el título de dobles en el Campeonato Holandés con la Sra. Burke.
En 1930 fue clasificada como número 2 en Francia detrás de Simonne Mathieu.
Se casó con Claude Bourdet en 1935 y tuvo dos hijos y una hija.

## Finales de Grand Slam

### Dobles
Subcampeones (1)
|            | Año  | Campeonato              | Compañera                 | Contrincantes                 | Resultado |
| Subcampeón | 1935 | Torneo de Roland Garros | Hilde Krahwinkel Sperling | Margaret Scriven Kay Stammers | 4–6, 0–6  |